# 馬恩 (愛荷華州)
馬恩（英語：Marne）是一個位於美國愛荷華州卡斯縣的城市。

## 地理
馬恩的座標為41°26′55″N 95°06′43″W / 41.44861°N 95.11194°W，而該地的平均海拔高度為386米（即1266英尺）。

## 人口
根據2010年美國人口普查的數據，馬恩的面積為1.48平方千米，當中陸地面積為1.48平方千米，而水域面積為0.00平方千米。當地共有人口120人，而人口密度為每平方千米81人。